# Харт, Алан
Алан Харт (англ. Alan Hart; 4 октября 1890, Halls Summit, Канзас — 1 июля 1962) — американский врач и писатель. Первый человек в США, которому была произведена гистерэктомия (удаление матки).

## Биография
Алан Харт родился 4 октября 1890 года в городке Холлз-Саммит в штате Канзас (США). Он родился под именем Альберта Люсиль (англ. Alberta Lucille), поскольку при рождении ему был присвоен женский пол. Высшее образование (диплом врача) получил в университете Орегона.
В 1917 году он обратился на медицинскую кафедру этого университета за помощью. Консультировавший Харта психиатр, Джошуа Гилберт, позднее описал его случай в «Журнале душевных расстройств» за 1920 год, не раскрывая имени пациента. Харт был болен гендерной дисфорией. Ему впервые в США была проведена гистерэктомия (удаление матки) как один из этапов процедуры хирургической коррекции пола.
Скрыв своё прошлое, Харт стал жить в мужском гендере. Его работы относительно лечения туберкулёза получили широкую известность в 1930—1940 годах. Он дважды был женат, последний раз — на Эдне Руддик (англ. Edna Ruddick), с которой прожил 37 лет. Харт опубликовал пять книг — четыре художественных романа и один труд по специальности (рентгенология). Он практиковал в Такоме (штат Вашингтон) и Хартфорде (штат Коннектикут), где и скончался 1 июля 1962 года от сердечного приступа.
Харт не идентифицировал себя трансгендерным мужчиной, поскольку термин ввёл Магнус Хиршфельд в 1923 году, а широкое распространение он получил в середине 1960-х годов после исследований Гарри Бенджамина.